# Мінгайм
Мінгайм (нім. Minheim) — громада в Німеччині, розташована в землі Рейнланд-Пфальц. Входить до складу району Бернкастель-Віттліх. Складова частина об'єднання громад Бернкастель-Кюс.
Площа — 5,39 км2. Населення становить 449 ос. (станом на 31 грудня 2020).